# Sanan Wjatscheslawowitsch Sjugirow
Sanan Wjatscheslawowitsch Sjugirow (russisch Санан Вячеславович Сюгиров; * 31. Januar 1993 in Elista, Kalmückien) ist ein russischer Großmeister im Schach, der seit August 2023 für den ungarischen Schachverband spielberechtigt ist.

## Leben
Sanan Sjugirow wird von den Großmeistern Andrij Sontach und Juri Jakowitsch in Elista und Lipezk trainiert. Beim FIDE-Grand-Prix 2008 in Elista war er gemeinsam mit Boris Spasski Kommentator. Sjugirow studiert an der Staatlichen Pädagogischen Universität in Lipezk.

## Erfolge
Sanan Sjugirow hatte schon früh Erfolge aufzuweisen. Bei der U10-Weltmeisterschaft 2002 in Iraklio wurde er Dritter, die U10-Weltmeisterschaft 2003 in Kallithea (Chalkidiki) gewann er. Bei den U10-Europameisterschaften 2002 in Peñíscola und 2003 in Budva belegte er den zweiten Platz. Bei der U12-Weltmeisterschaft 2005 in Belfort wurde er ebenfalls Zweiter, die U12-Europameisterschaften gewann er 2004 in Ürgüp ebenso wie 2005 in Herceg Novi. Die U14-Weltmeisterschaft gewann er 2007 in Kemer, die U14-Europameisterschaften im selben Jahr in Šibenik mit 8,5 Punkten aus 9 Partien und 1,5 Punkten Vorsprung. Im Jahr 2007 gewann er des Weiteren das FEMIDA-Turnier in Charkiw, ein Turnier der Kategorie 8, ohne Partieverlust. 2008 gewann er die russische U20-Meisterschaft und wurde beim Tschigorin-Memorial in Sankt Petersburg Vierter. Bei der Europameisterschaft 2009 in Budva gewann er unter anderem gegen Iwan Tscheparinow, Predrag Nikolić, Loek van Wely und Maxim Rodshtein. Er belegte den 16. Platz bei einer Ratingperformance von 2746 Elo-Punkten. Bei der U20-Juniorenweltmeisterschaft 2010 im polnischen Chotowa wurde er Zweiter. 2013 gewann er das Open in Cappelle-la-Grande.
Bei der Schacholympiade 2010 spielte er am Spitzenbrett von Russlands vierter Mannschaft.
Vereinsschach spielte er in Russland für Perspektiva Lipezk, Ugra Chanty-Mansijsk, PGMB Rostow am Don und Zhiguli Samara. Mit Ugra belegte er beim European Club Cup 2010 in Plowdiw den zweiten Platz. In Griechenland spielt er für E.E.S. Korydallou. Den Großmeister-Titel trägt er seit November 2008. Die Normen hierfür erzielte er beim FEMIDA-Turnier 2007, bei einem 1st Saturday-GM-Turnier im Mai 2008 in Budapest, das er gewann, sowie bei der Qualifikation zur russischen Einzelmeisterschaft 2008 in Nowokusnezk.
Mit seiner höchsten Elo-Zahl von 2712 im November 2022 lag er auf dem vierten Platz der russischen Elo-Rangliste.